# توماس فاركوهار
توماس فاركوهار (بالإنجليزية: Thomas Farquhar)‏ هو سياسي كندي، ولد في 28 يناير 1875 في كندا، وتوفي في 24 ديسمبر 1962. حزبياً، نشط في الحزب الليبرالي الكندي. وقد انتخب عضو برلمان مقاطعة أونتاريو وانتخب عضو مجلس الشيوخ الكندي وانتخب عضو مجلس العموم الكندي.